# A budapesti Katona József Színház 2012/2013-as színházi évadja
A budapesti Katona József Színház 2012/2013-as évadja a teátrum szócikkéhez kapcsolódó fejezet. Az évadnyitó társulati ülés időpontja: augusztus 21. Ekkor osztották ki a Vastaps Alapítvány díjait is.

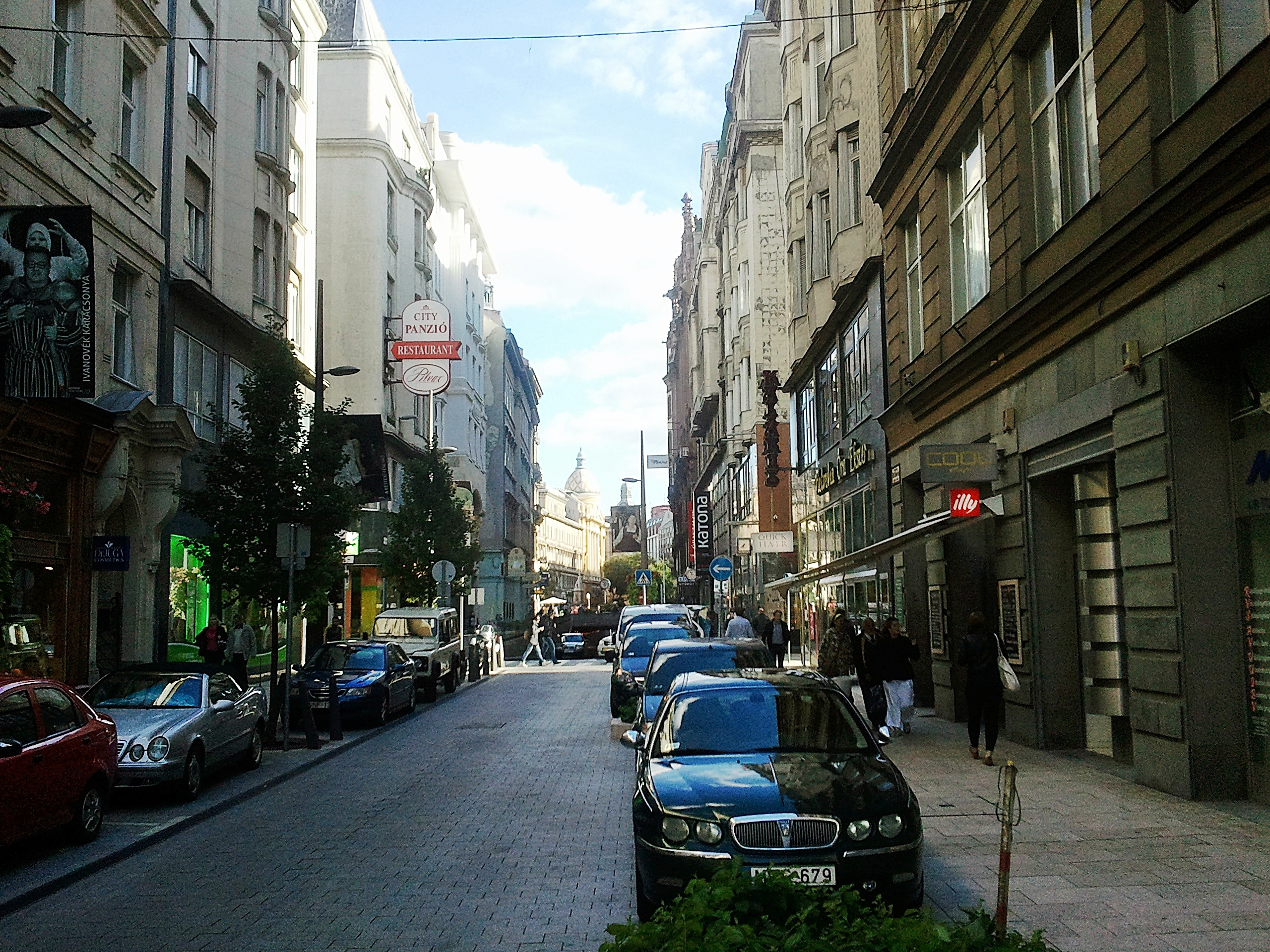
A 30. évfordulón emlékezetes előadások fotói díszítik a Petőfi Sándor utcát

## A társulat tagjai 2012-ben[Mj. 2]
| - Ascher Tamás főrendező - Bán János - Bezerédi Zoltán - Bodnár Erika - Borbély Alexandra - Dankó István - Elek Ferenc - Fekete Ernő - Fullajtár Andrea - Gothár Péter rendező - Haumann Péter - Jordán Adél - Keresztes Tamás - Kiss Eszter - Kocsis Gergely | - Kovács Lehel - Kun Vilmos - Lengyel Ferenc - Mattyasovszky Bence ügyvezető igazgató - Máté Gábor igazgató, színész, rendező - Máthé Erzsi - Mészáros Béla - Nagy Ervin - Olsavszky Éva - Ónodi Eszter - Ötvös András - Pálmai Anna - Pálos Hanna | - Pelsőczy Réka - Radnai Annamária dramaturg - Rajkai Zoltán - Rezes Judit - Sáry László zenei vezető - Szacsvay László - Szirtes Ági - Takátsy Péter - Tasnádi Bence - Tóth Anita - Török Tamara dramaturg - Ujlaki Dénes - Vajdai Vilmos - Zsámbéki Gábor rendező |

A színház művészeinek portréi. Trokán Nóra felvételei

## Harminc év, harmincegyedik évad[Mj. 3]
Az 1982/83 színházi szezonban, a következő művészek összefogásával alakult meg a társulat.

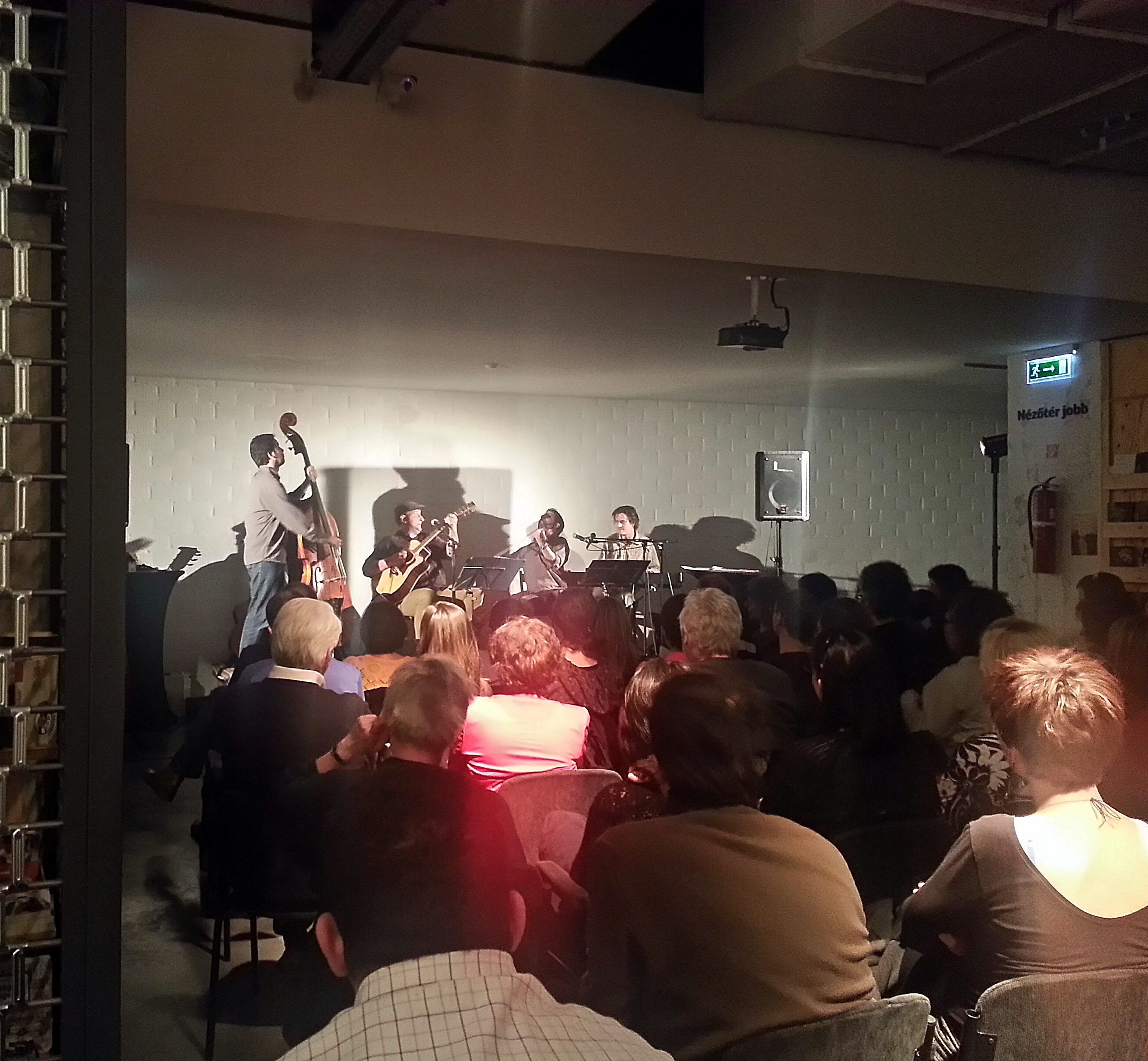
Cseh Tamás est a "Kantin"-ban
Vodku fiai és Keresztes Tamás

### Harminc éve a színház aktív művészei
Szirtes Ági, Bodnár Erika, Szacsvay László, Bán János, Ujlaki Dénes, Kun Vilmos, Zsámbéki Gábor, Olsavszky Éva, Máthé Erzsi.
1982. október 15-én tartotta a társulat első bemutatóját. Csehov A manó című darabja került színre. Az előadást Zsámbéki Gábor rendezte.
Szereplők a következők voltak: Rajhona Ádám, Csomós Mari, Csonka Ibolya, Olsavszky Éva, Sinkó László, Papp Zoltán, Szirtes Ági, Horváth József, Vajda László, Cserhalmi György, Gelley Kornél.

### A jubileumi évad eseményei
- Folytatódik a 25. évfordulón elindított Notóriusok sorozat, melyben a harminc év történéseit dolgozza fel a társulat.
- A színház kiállítást is rendez a Fugával és a Budapesti Építészeti Központtal közösen. A február 13-án megnyitott tárlaton Koncz Zsuzsa fotóművész alkotásai mellett a teátrum relikviái tekinthetők meg. A zárónapon, március 23-án az utóbbiakra árverésen lehet licitálni.
- November 28-ától a Fuga webrádió szerdánként este hétkor az elmúlt harminc év meghatározó művészeivel készít műsort. Az első adásban Rózsa Péter Máté Gáborral beszélgetett.
- Az Élet és Irodalom november 30-án cikksorozatot indított. A teátrumhoz kötődő tárcák kéthetente jelennek meg.
  - Egressy Zoltán: Három születés (2012. november 30.)
  - Máté Gábor: A párnához tartozó fej /Fodor, Brook* (2012. december 14.)
  - Szív Ernő:[Mj. 4] A jó színész (2013. január 4.)
  - Térey János: Kazamaták-napló (2013. január 18.)
  - Papp András: Szép hűtlen (2013. február 1.)
  - Grecsó Krisztián: Félek (2013. február 15.)
  - Kukorelly Endre: Hogy hogyhogy (2013. március 1.)
  - Parti Nagy Lajos: Mauzóleum-emléktárca (2013. március 14.)
  - Garaczi László: Szelíd zsenik (2013. március 29.)
  - Kerékgyártó István: A halott szerző (2013. április 12.)
  - Nádasdy Ádám: "Magát hogy hívják ?" (2013. április 26.)
  - Forgách András: "Miért ?" (2013. május 10.)
  - Németh Ákos: "Késő" (2013. május 24.)
  - Lőrinczy Attila: "Katonadolog" (2013. június 7.)
  - Varró Dániel: "Színház" (2013. június 21.)
  - Máthé Zsolt: "Bemászni az ablakon" (2013. július 5.)
  - Vinnai András: "A Katona bűvöletében" (2013. július 19.)
  - Tasnádi István: "25 megvolt" (2013. augusztus 2.)
- A harmincadik évfordulóra megújult a színház portálja és a fogadó, közösségi tere.[1] Az átalakításban együttműködők tevékenységét 2013 márciusában Summa Atrium díjjal ismerték el. A megújult közösségi helyeken különleges programok szórakoztatják a közönséget. A ruhatári részben diavetítéseken vehetnek részt a legkisebb, leendő "Katona" nézők. Az előcsarnokban, pontosabban a "K:antin"-ban, a "Katona+" programsorozat keretében többek között tánctanítás; Egy korty irodalom – Irodalmi borkóstoló; Cseh Tamás-est színesítette a hagyományos színházi programot.
- A jubiláló teátrum az első bemutató napján Katona 30 címmel tartott ünnepi előadást. A műsort a társulattal egykorú két művész, Kovács Lehel és Dankó István vezette.

|  |  |  |

|  |  |  |

|  |  |

## Az aktuális évad

### Bemutatók
„Katona”
- Parti Nagy Lajos: Pinokkió/ A bemutató időpontja: 2012. október 19.[Mj. 5] Rendező: Ascher Tamás.[2]
- Caragiale: Farsang/ A bemutató időpontja: 2012. november 16. Rendező: Gothár Péter.[3]
- Goldoni: A nyaralás/ A bemutató időpontja: 2013. január 26. Rendező: Mohácsi János.[4]
- Ibsen: A nép ellensége/ A bemutató időpontja: 2013. április 27. Rendező: Zsámbéki Gábor.[5]

Kamra
.*Thomas Bernhard: Heldenplatz/ A bemutató időpontja: 2012. október 12. Rendező: Bagossy László.
- Eleje – Notóriusok 30.1/ A bemutató időpontja: 2012. november 15. Rendező: Máté Gábor.[7]
- Kerékgyártó István: Rükverz/ A bemutató időpontja: 2013. január 25. Rendező: Máté Gábor.[8]
- Elmentek – Notóriusok 30.2/ A bemutató időpontja: 2013. február 11.[9]
- Mozart: Figaro házassága (Operabeavató)/ A bemutató időpontja: 2013. április 19.[10]
- Marius von Mayenburg: Mártír/ A bemutató időpontja: 2013. április 26. Rendező: Dömötör András.[11]
- Elv-társak – Notóriusok 30.4 A bemutató időpontja: 2013. május 31.[12]

Sufni
- Mosonyi Aliz: Magyar mesék – Bodnár Erika előadóestje/ A bemutató: 2013. február 17.[13]
- Bagatell – Bezerédi Zoltán előadóestje/ A bemutató időpontja: 2013. március 2.[14]
- David Greig-Gordon McIntyre: Szentivánéj/ A bemutató időpontja: 2013. április 5.[15]
- Dan Lungu-Török Tamara: Egy komcsi nyanya vagyok! Monodráma – Előadó: Csoma Judit / A bemutató időpontja: 2013. május 17.[16]
- Pianinó. Szacsvay László Szép Ernő-estje / A bemutató időpontja: 2013. május 10.[17]
- Nézőpont – Notóriusok 30.3/ A bemutató időpontja: 2012. június 15.[18]

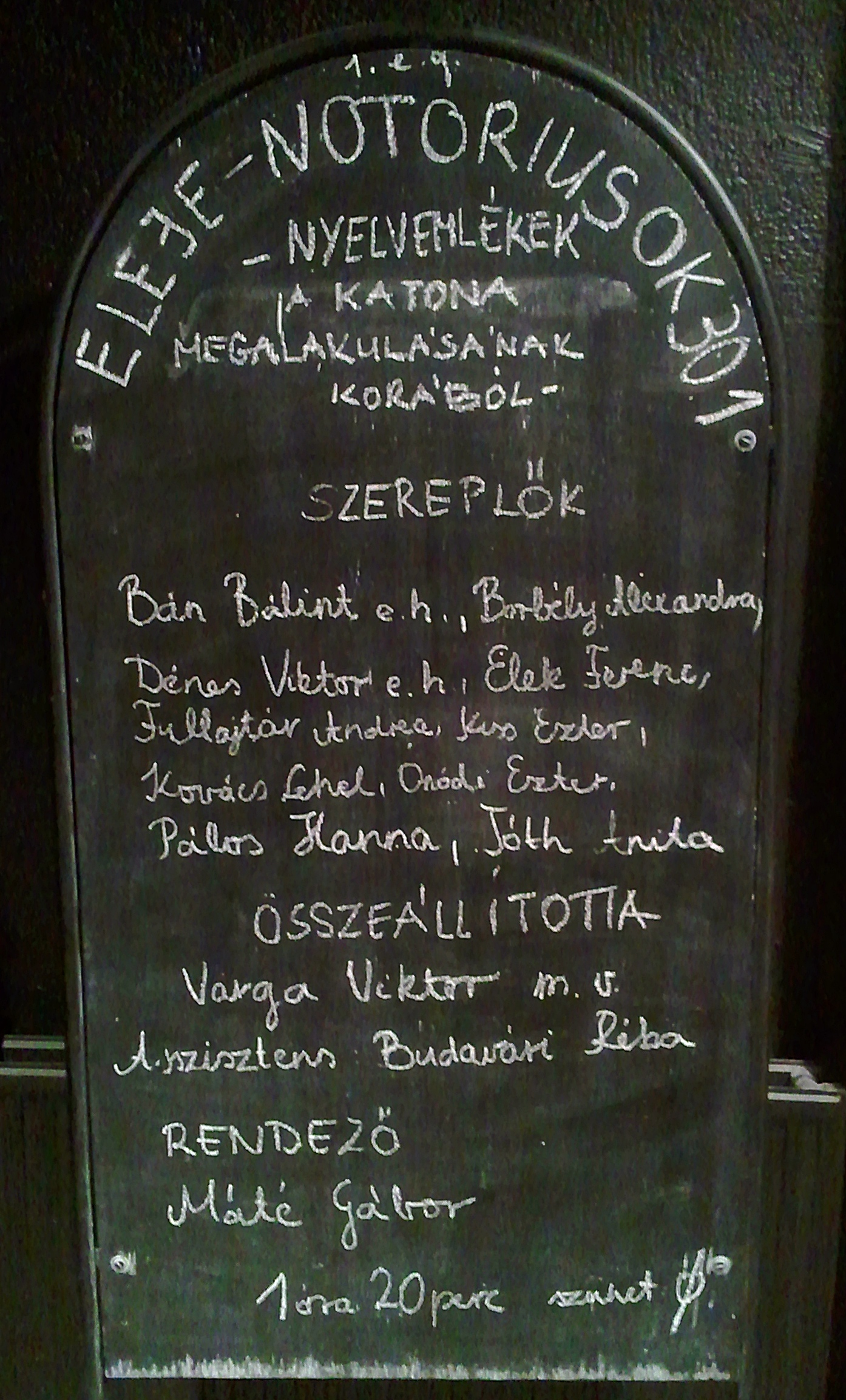
Notóriusok Eleje
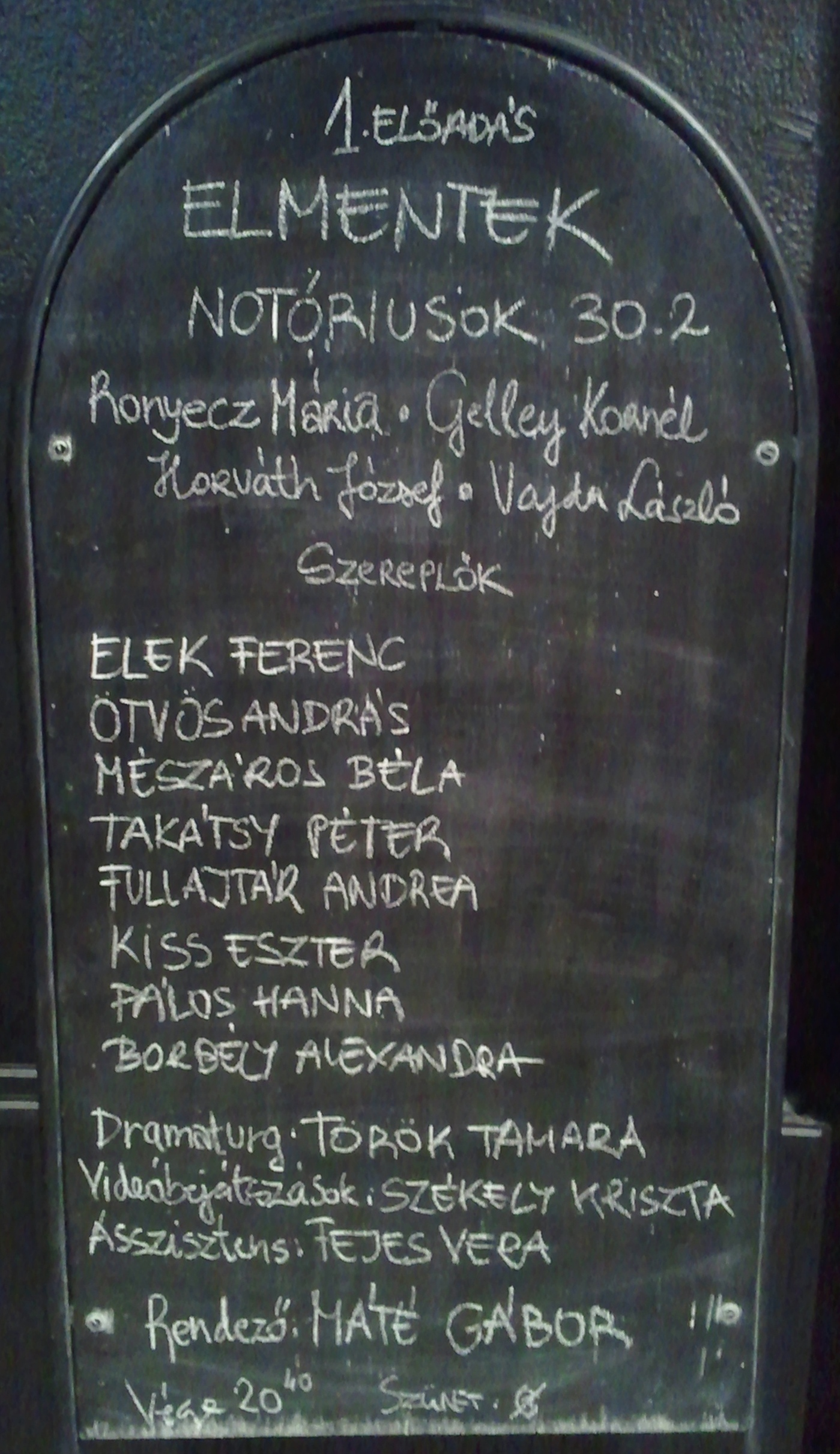
Notóriusok Elmentek
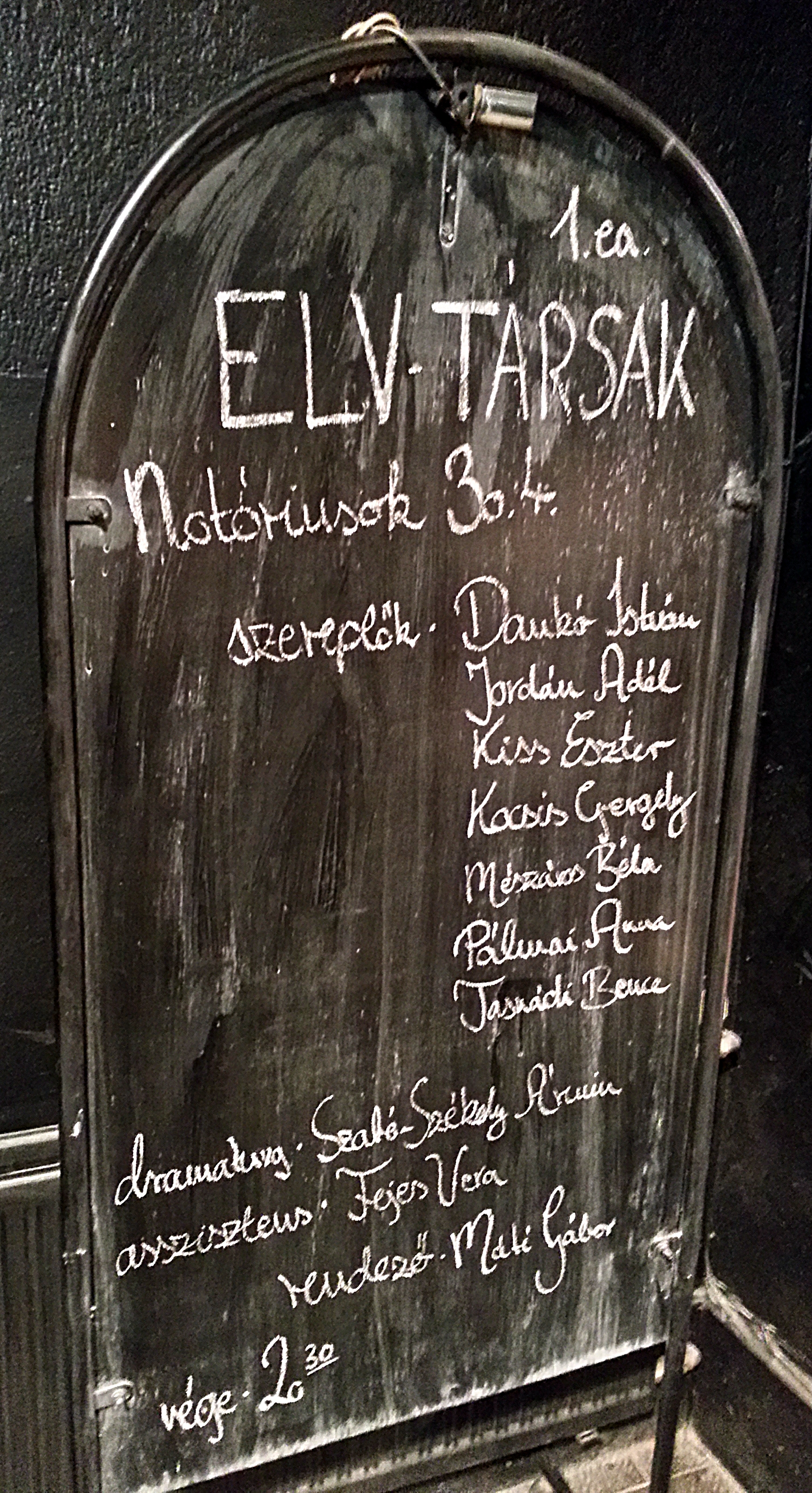
Notóriusok Elv-társak
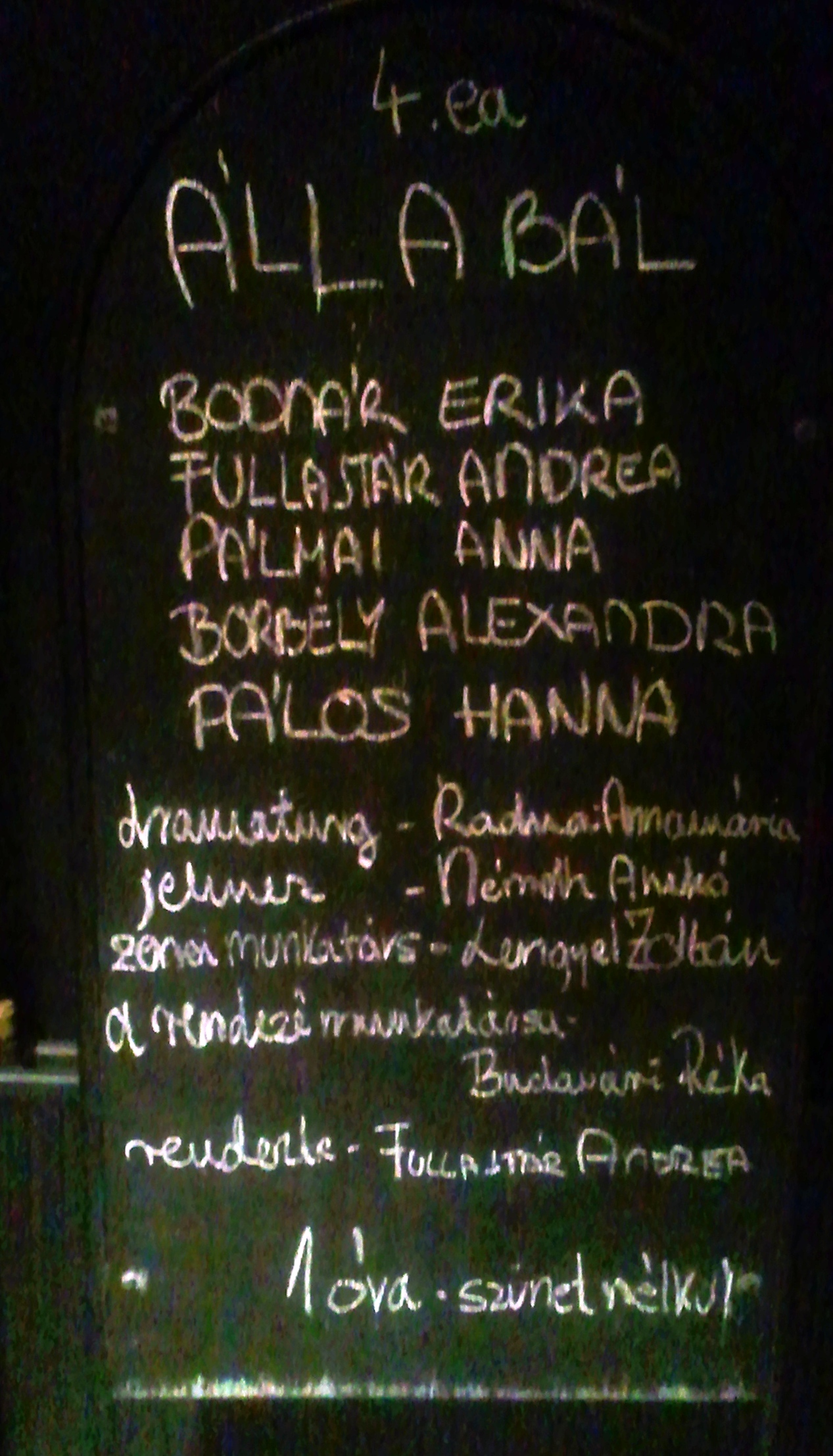
2011. szeptember 30.
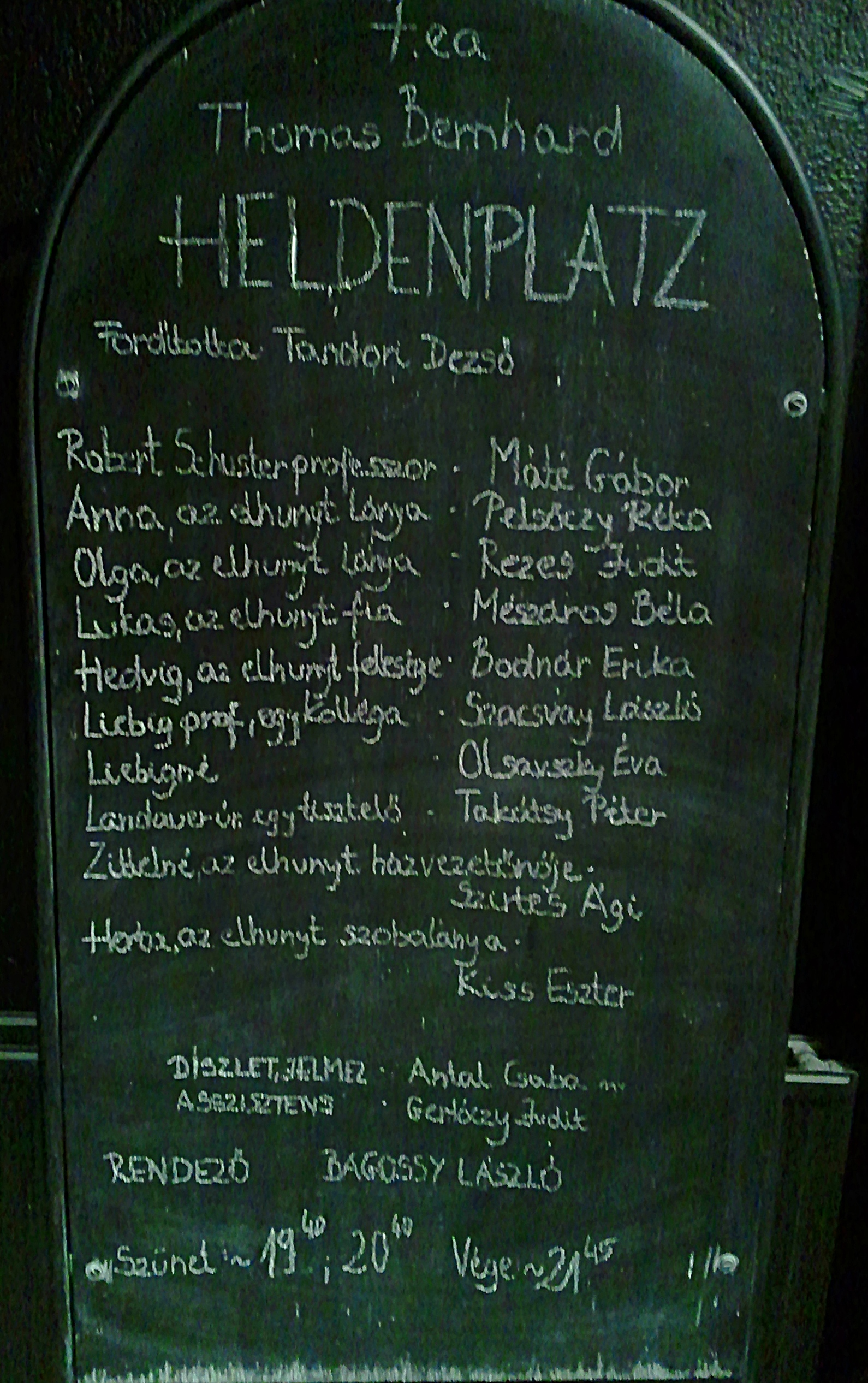
2012. november 16.
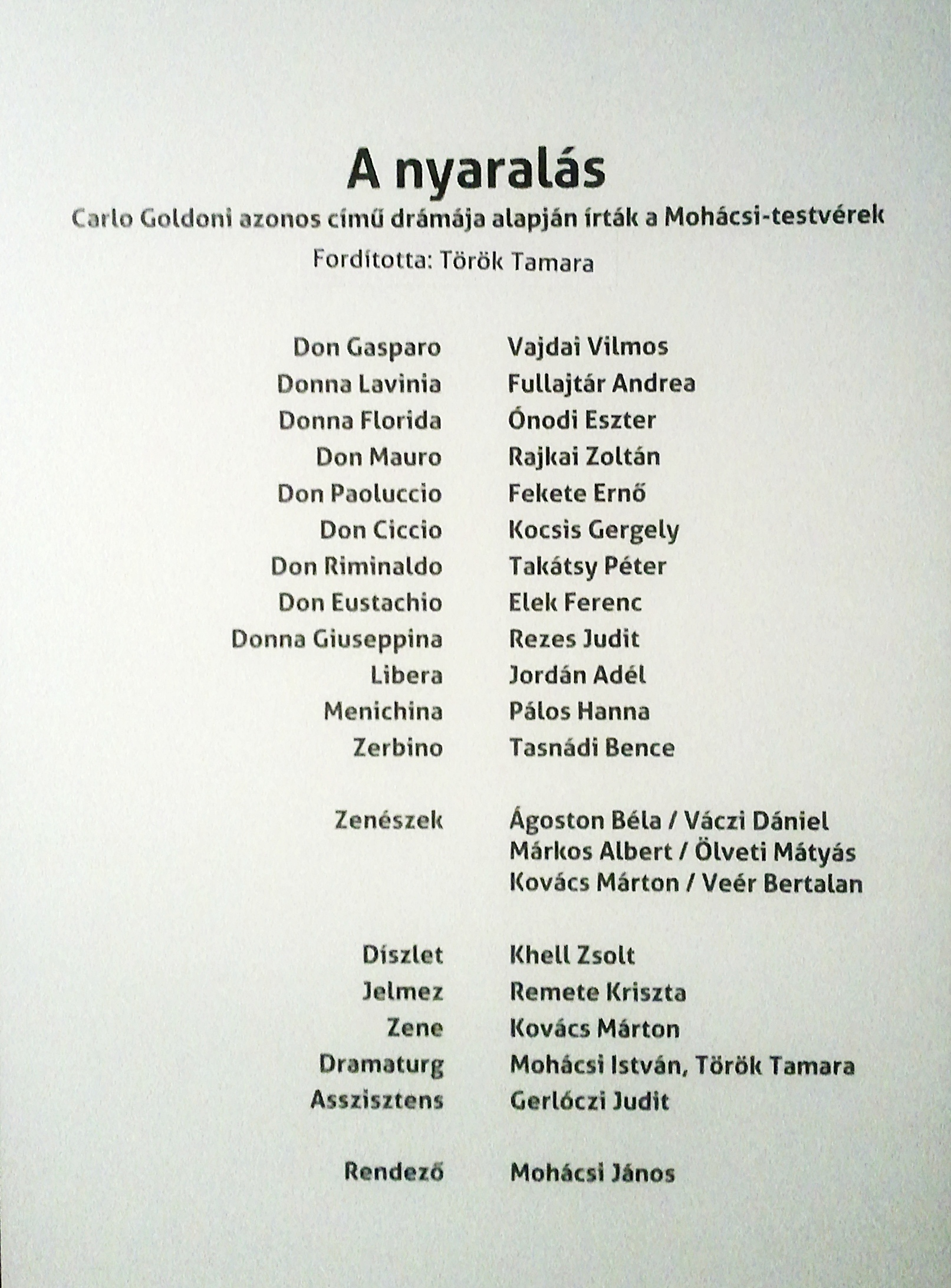
2013. március 3.
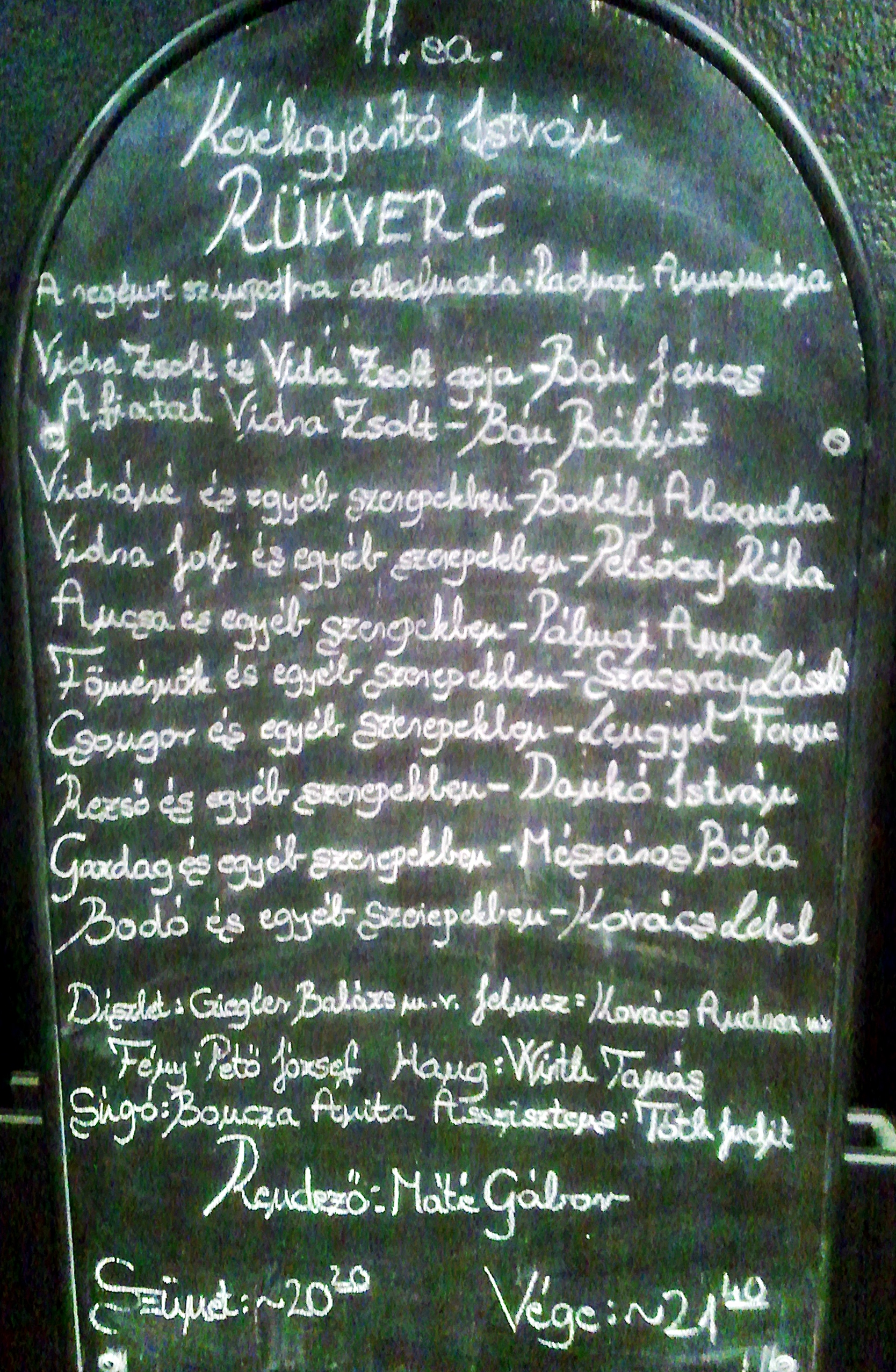
2013 március 15.[Mj. 6]
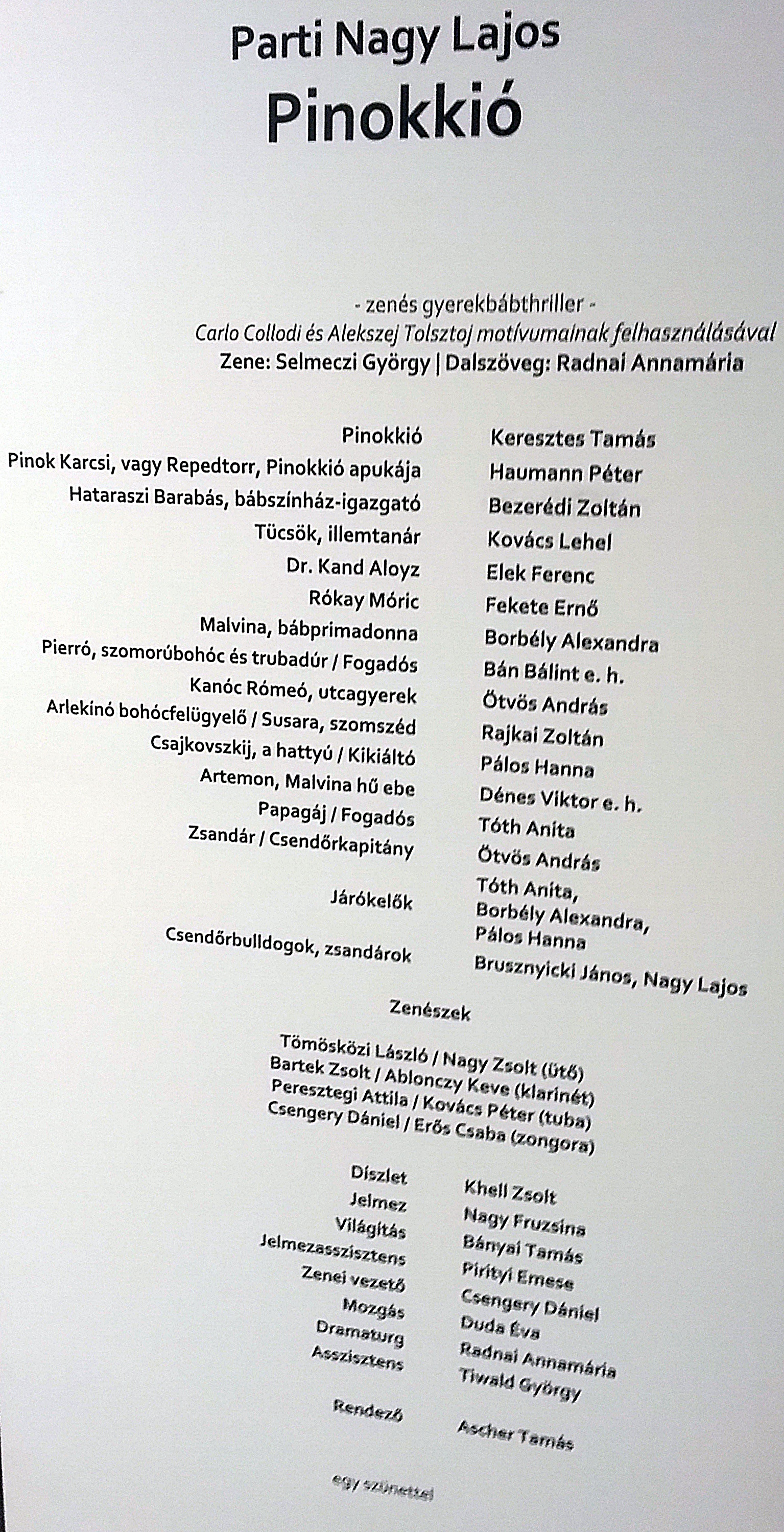
2013. április 28.
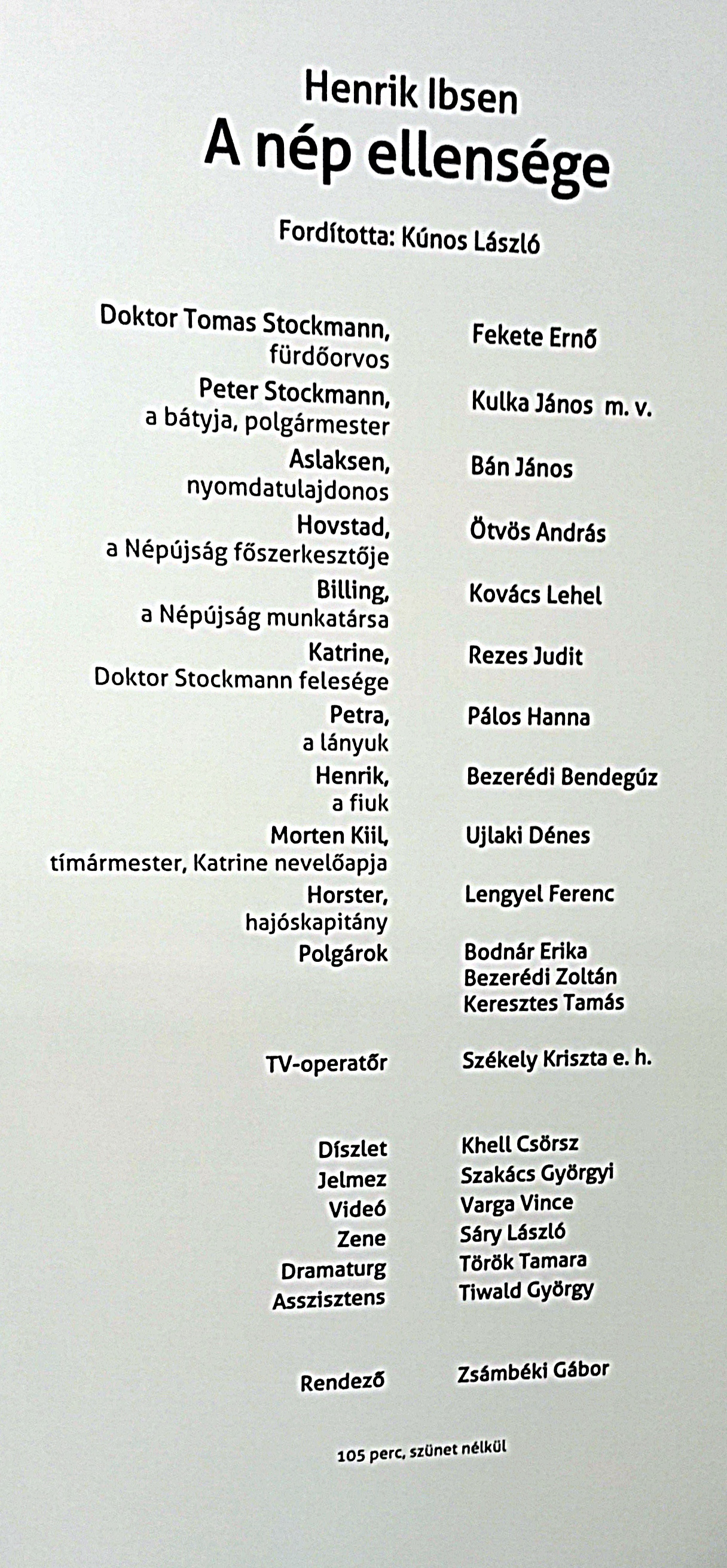
2013. május 2.
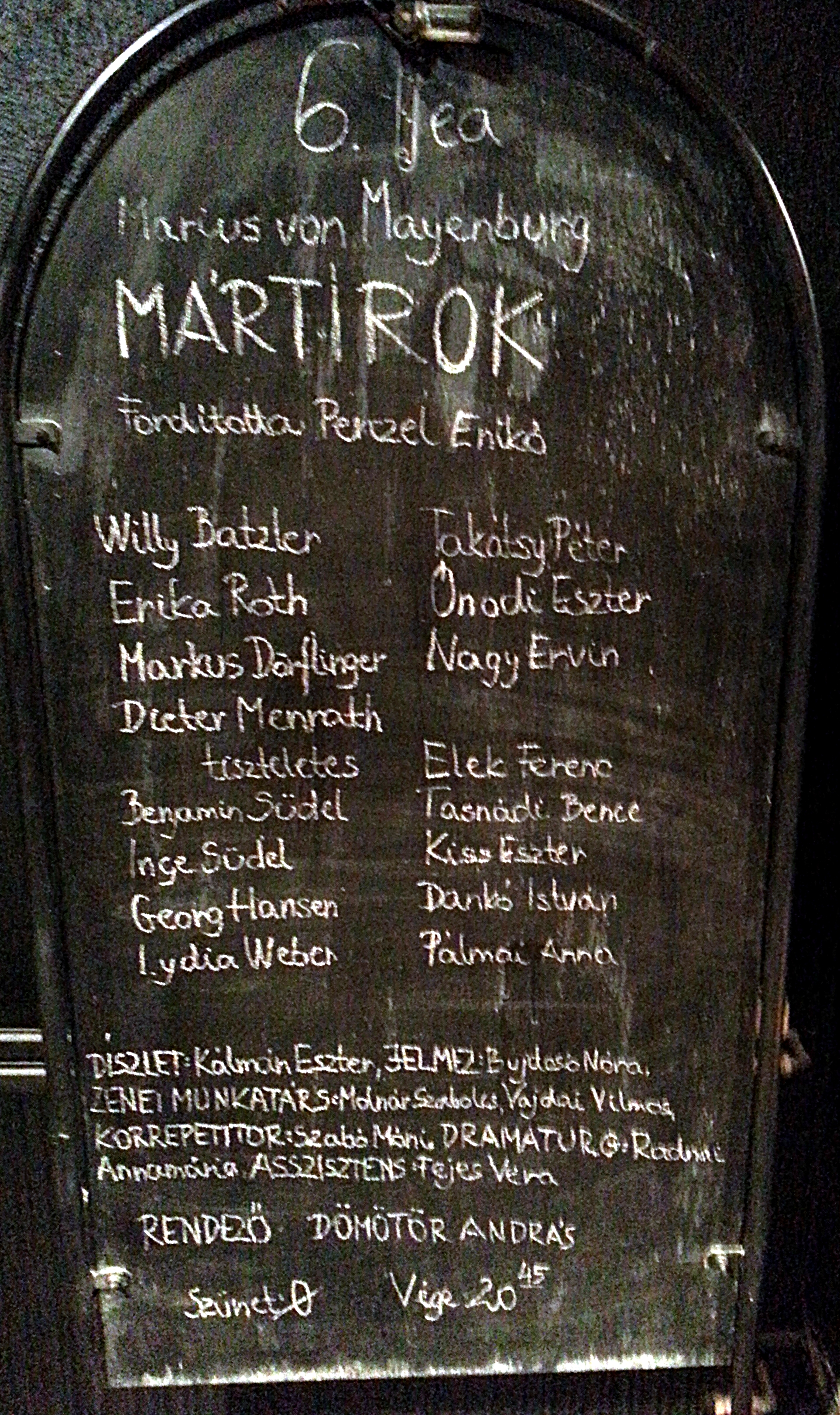
2013. június 5.

### További repertoár darabok

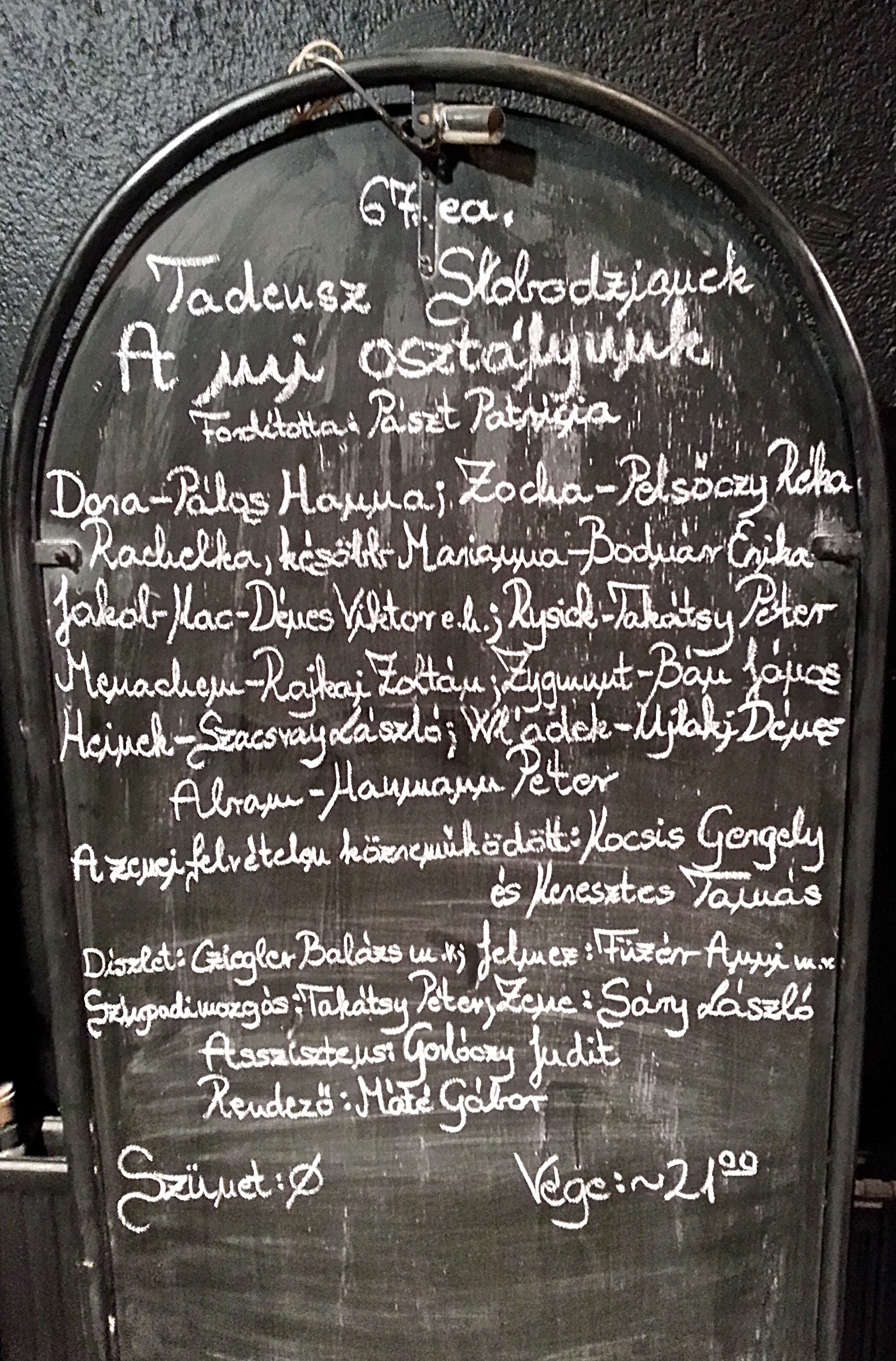
A mi osztályunk
2013. május 26

| - Elnöknők: Bemutató időpontja: Kamra 1996. május 18. - Portugál: Bemutató időpontja: Kamra 1998. október 18. - Top Dogs: Bemutató időpontja: Kamra 2002. április 20. - Koccanás Bemutató: 2004. január 4. - Ivanov Bemutató: 2004. március 27. Színlap: - Ledarálnakeltűntem Bemutató: 2005. január 28. - A hős és a csokoládékatona Bemutató: 2009. április 24. - Mennyekbe vágtató prolibusz. Fekete Ernő Weöres Sándor estje. Bemutató: 2010. március 10. - Tersánszky Józsi Jenő-Grecsó Krisztián: Cigányok. Bemutató: 2010. október 15. Rendező: Máthé Gábor Színlap - Platón: Szókratész védőbeszéde Színlap - Csalog Zsolt: Csendet akarok. Bemutató: 2010. december 19. Rendező: Zsámbéki Gábor - Molière: A mizantróp. Bemutató: 2011. január 28. Rendező: Zsámbéki Gábor Színlap - Torsten Buchsteiner: Nordost. Bemutató: 2011. április 28. Rendező: Forgács Péter m.v. Színlap - Tadeusz Słobodzianek: A mi osztályunk. Bemutató: 2011. október 7. Rendező: Máté Gábor. A színlap | - Büchner-Tom Waits: Woyzeck. Bemutató: 2011. november 4. Rendező: Ascher Tamás A színlap - Lószúnyog.Gorkij, Az áruló című műve alapján, színpadra alkalmazta és játssza: Lengyel Ferenc. Bemutató: 2011. december 3. A színlap - Helmut Krausser: Bőrpofa - a VRRRRRÜMM láncfűrésszel. Bemutató: 2012. január 7. Rendező: Dömötör András. A színlap - Gorkij: Kispolgárok. Bemutató: 2012. január 20. Rendező: Zsámbéki Gábor. A színlap - Musik, musik, musik. A Művészetek Palotájával közös produkció. Bemutatója 2012 március 20. Rendező: Pelsőczy Réka. A színlap - Virágos Magyarországért - Új magyar operett. Bemutató: 2012. április 27. Rendező: Kováts Dániel. A színlap - Hullám és gumikötél - Szabó Lőrinc est, szerkesztette és előadja: Kiss Eszter. Bemutató: 2012. május 19. A színlap - Áll a bál - Irodalmi est. Közreműködők: Bodnár Erika, Borbély Alexandra, Fullajtár Andrea, Máthé Erzsi, Pálmai Anna és Pálos Hanna. Tervezett bemutató: 2012. május 31. A színlap - A Gondnokság - színházi sitcom A színlap |

### A bemutatók vendégművészei és egyetemista közreműködői, alkotói
| - Heldenplatz - Bagossy László rendező - Antal Csaba díszlettervező - Pinokkió - Bán Bálint, Dénes Viktor egyetemi hallgatók - Khell Zsolt díszlettervező - Nagy Fruzsina jelmeztervező - Bányai Tamás világítás - Eleje - Notóriusok 30.1 - Varga Viktor (összeállító, dramaturg) - Bán Bálint, Dénes Viktor egyetemi hallgatók - Farsang - Selmeczi György: zene - Morcsányi Géza: dramaturg - Bujdosó Nóra. jelmez - Rükverz - Bán Bálint egyetemi hallgató - Cziegler Balázs díszlettervező - Kovács Andrea jelmez | - A nyaralás - Mohácsi János rendező - Mohácsi István dramaturg - Khell Zsolt díszlettervező - Remete Kriszta jelmeztervező - Kovács Márton zene - Figaró házassága - Herczenik Anna, Cseh Antal (ének) - Dinyés Dániel (zongora és mese) - Mártírok - Dömötör András (rendező) - Kálmán Eszter (díszlet) - Bujdosó Nóra (jelmez) - Molnár Szabolcs (zene) - A nép ellensége - Kulka János, Bezerédi Bendegúz (színész) - Khell Csörsz (díszlet) - Szakács Györgyi (jelmez) - Székely Kriszta egyetemi hallgató (díszlet) |

### Külföldi vendégszereplések
- Pilsen: Ivanov
- Nyitra: Anamnesis
- Olsztyn: Elnöknők
- Stuttgart, Szabadka: A mi osztályunk
- Kolozsvár: Anamnesis
- Varsó: A mi osztályunk
- Brno: Musik, musikk, musique

### Jubiláló előadások

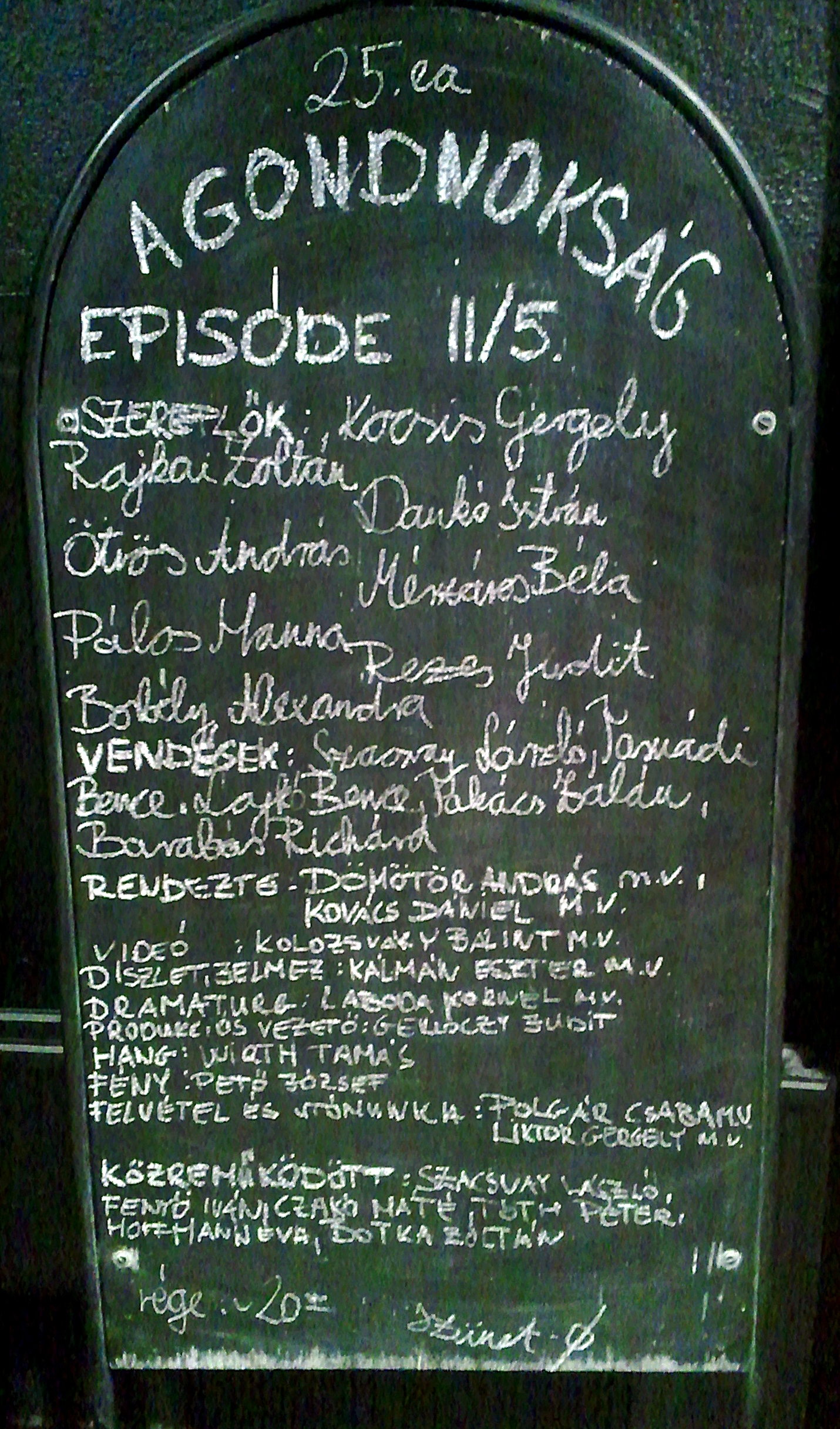

- 2012. október 29. Top Dogs 300. előadás
- 2012. december 25. A mi osztályunk 50. előadás
- 2013. január 7. Virágos Magyarország 25. előadás
- 2013. január 12. Mennyekbe vágtató prolibusz 50. előadás
- 2013. február 22. A gondnokság 25. előadás
- 2013. március 1. Kispolgárok 25. előadás
- 2013. április 2. Cigányok 50. előadás

### Búcsúzó repertoár darabok
- Ivanov 2012. szeptember 12. (Pilsen)
- Koccanás 2012. december 20. (171. előadás)
- Az áruló (Lószúnyog) 2013. január 9.
- Bőrpofa – a VRRRRRÜMM láncfűrésszel 2013. január 12.
- Notóriusok-Eleje 2013. április 12.
- Kispolgárok 2013. április 14.
- Farsang 2013. május 3.
- Notóriusok-Elmentek 2013. május 6.
- Áll a bál 2013. június 7.
- Ledaráltakeltűntem 2013. június 11.
- Alibi 2013. június 11.

### További programok
- Színház csinálók. A "Katona" és a "Krétakör" közös sorozata. Moderátor: Schilling Árpád
  - Február 16. Székely Gábor, Zsámbéki Gábor. . A beszélgetés videója
  - Március 2. Fodor Tamás. A beszélgetés videója
  - Március 16. Mohácsi János, Zsótér Sándor, Kovalik Balázs. A beszélgetés videója
  - Április 28. Mundruczó Kornél, Pintér Béla
- Hatvan perc – Harminc év. Veiszer Alinda beszélgetései
  - Március 28. Básti Juli, Bodnár Erika, Szirtes Ági 
  - Április 17. 1998-ban végzett Zsámbéki-osztály Katonába szerződött tagjai (Elek Ferenc, Fullajtár Andrea, Ónodi Eszter, Pelsőczy Réka, Rába Roland, Tóth Anita)
  - Május 28. Ascher Tamás

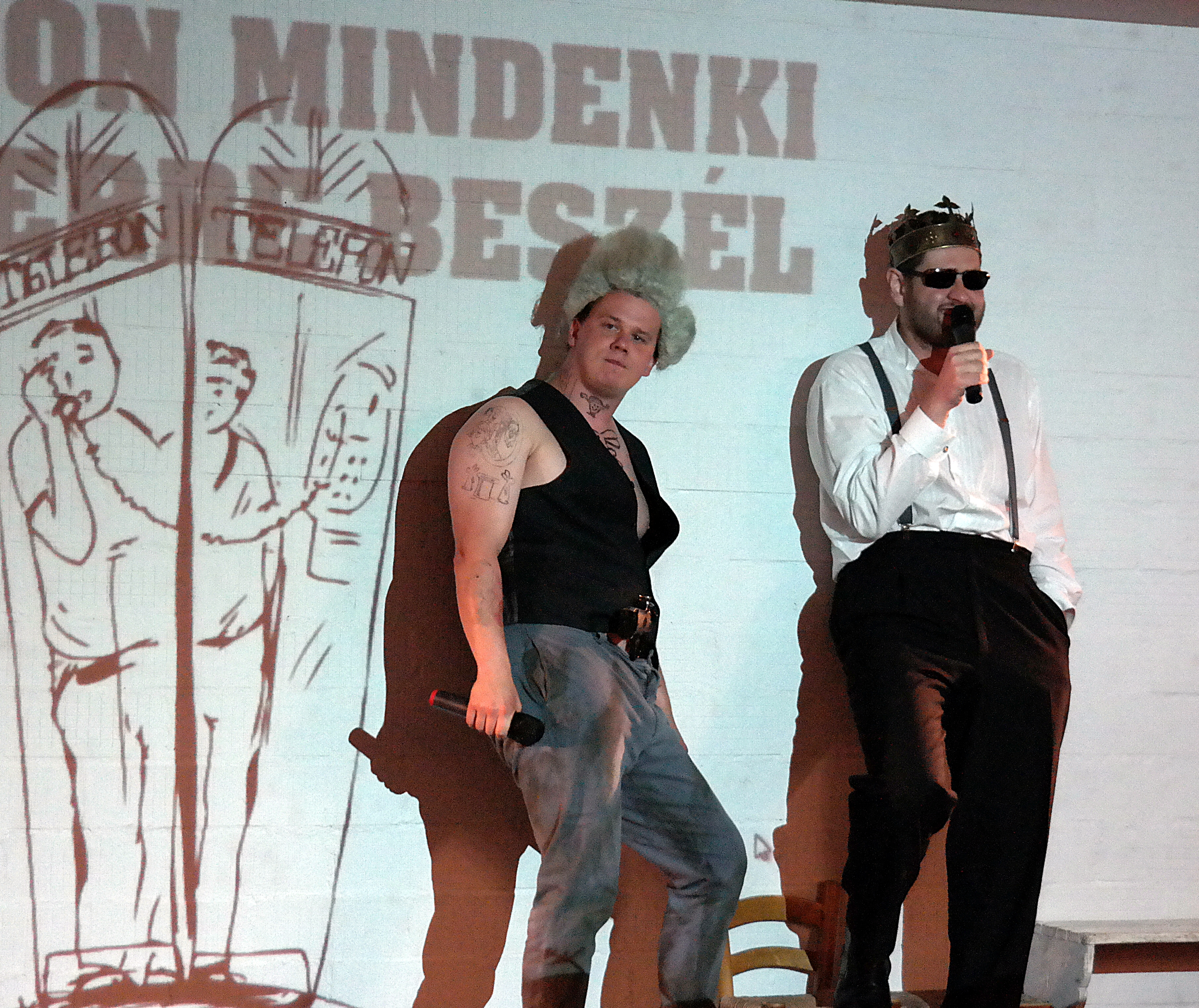
Évadzáró buli Ötvös András és Vajda Milán
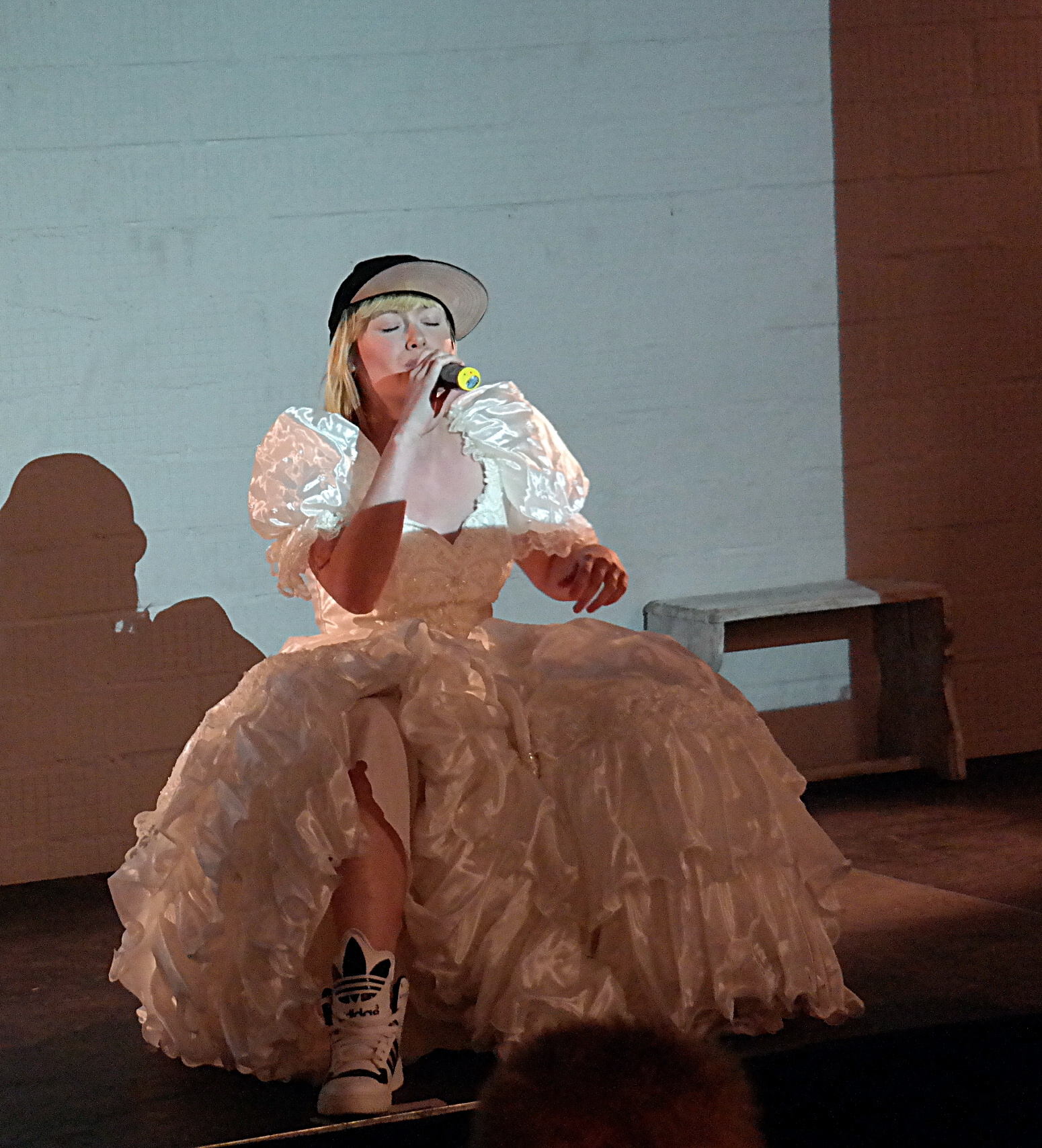
Kiss Diána Magdolna
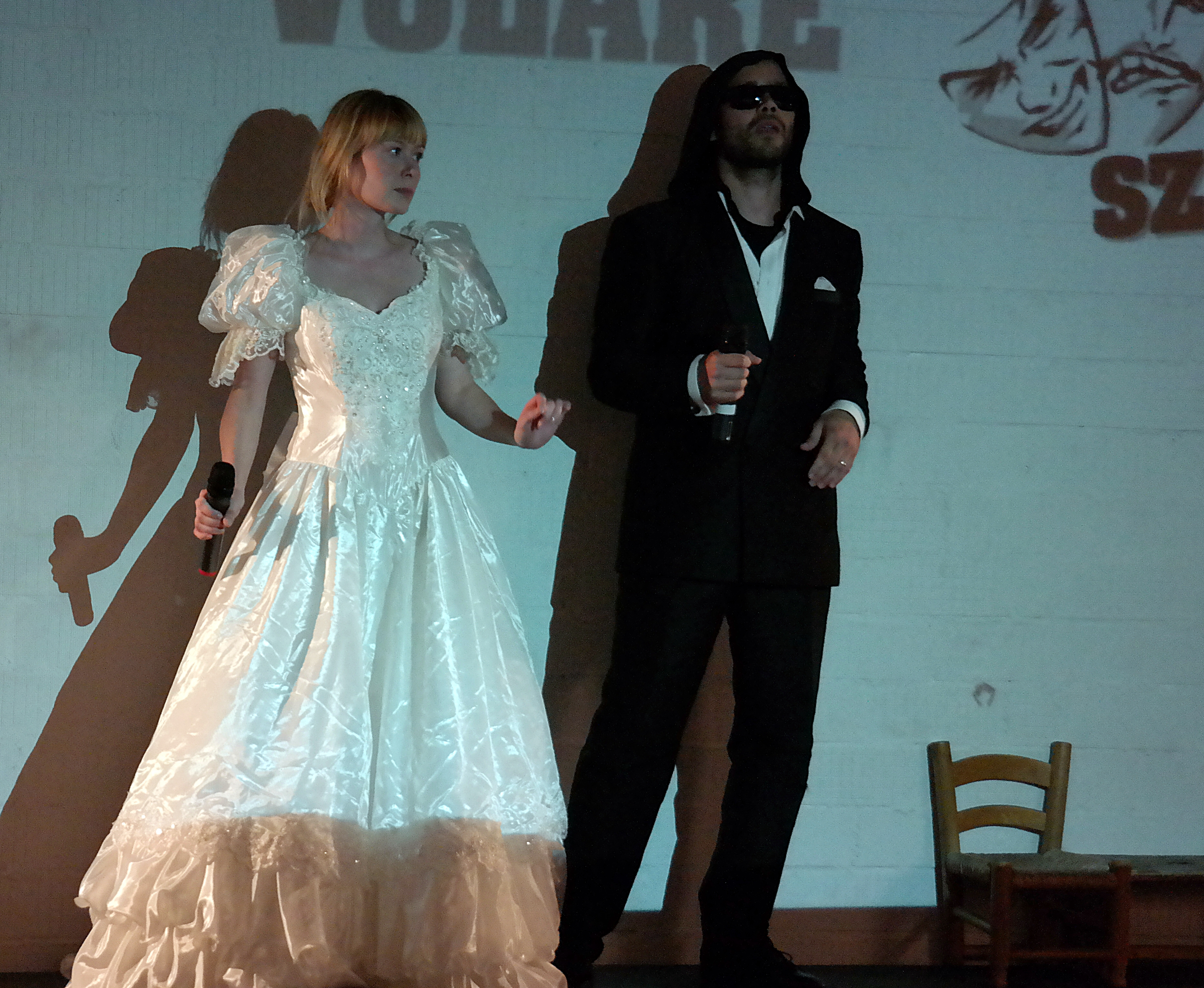
... és Máthé Zsolt
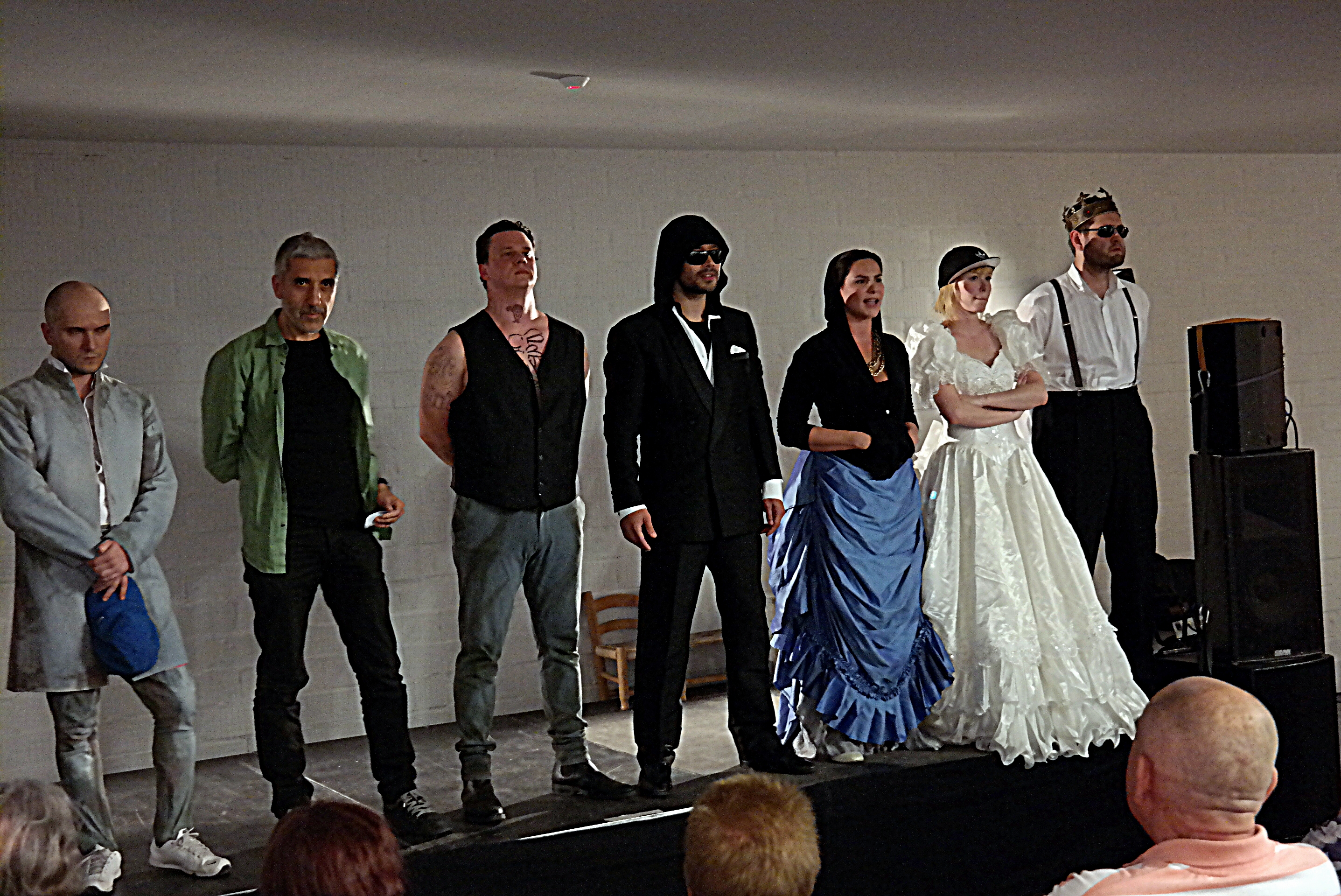
Dankó István

### Vendégszereplések a „Katonában”
- Parti Nagy Lajos: A hét asszonya – Sorsmonológok, Csákányi Eszter előadásában[27]
- Kicsi nyuszi hopp, hopp – A Manna produkció weboldala
- Kabaré japán módra: Rakugo történetfüzérek "japán sit-down comedy"
- Katona József: Bánk bán – A Sepsiszentgyörgyi Állami Magyar Színház produkciója
- Melankó Est – A Kistehén Tánczenekar műsora
- A Szabadkai Népszínház Magyar Társulatának vendégjátéka (Virrasztók; A csúnya)
- Csekkold – cseh színházi fesztivál

### Beugrások
- November 2-án Bezerédi Zoltán helyett, Horváth László Attila szerepelt a Koccanás című darabban. A művész korábban, a Nyíregyházi Móricz Zsigmond Színházban játszotta a vállalkozó szerepét.
- Március 14-én a Rükverc című darabban Bodnár Erika szerepeit, játszótársai: Borbély Alexandra, Pálmai Anna és Pelsőczi Réka vette át.

### Díjak
- Vidor fesztivál
  - Capitano díj: Virágos Magyarország (Az operett műfaj megújításáért)
- Színikritikusok Díja (2011/2012-jelölés)
  - Legjobb előadás; legjobb rendezés: Máté Gábor (A mi osztályunk)
  - A legjobb zenés/szórakoztató előadás: Musik, musikk, musique
  - A legjobb férfi főszereplő:
    - Fekete Ernő (Protokoll – Radnóti Színház)
    - Keresztes Tamás (Woyzeck)

  - A legjobb jelmez: Izsák Nelli (A filozófus)
  - A legjobb színházi zene: Kákonyi Árpád, Matkó Tamás (Virágos Magyarország)
  - A legígéretesebb pályakezdő: Tasnádi Bence
  - Különdíj: A Gondnokság

A jelöltek közül A mi osztályunk elnyerte a legjobb előadás díját, Fekete Ernő pedig a legjobb férfi főszereplő lett.
- Szacsvay László kiváló művész
- Máthé Erzsi Kállai Ferenc-életműdíj (2013)[28]
- PUKK-díj: Takátsy Péter
- Máthé Erzsi-díj: Bezerédi Zoltán
- Summa Artium Díj[29]
- A Vastaps Alapítvány díjai[30]
  - A legjobb rendezés: Zsámbéki Gábor (A nép ellensége)
  - A legjobb női főszereplő: Ónodi Eszter (Mártírok)
  - A legjobb férfi főszereplő: Bán János (Rükverc), Tasnádi Bence (Mártírok)
  - A legjobb női mellékszereplő: Rezes Judit ( A nyaralás)
  - A legjobb férfi mellékszereplő: Dankó István (Mártírok)
  - Különdíj: Bodnár Erika (Magyarmesék)